# The Bella Twins
Pour les articles homonymes, voir Bella.
Palmarès
WWE Divas Championship (3 fois) – Nikki (2 fois) et Brie (1 fois)
The Bella Twins est une équipe de catch (lutte professionnelle) composée de Brie Bella et de Nikki Bella, deux sœurs jumelles, mannequins et catcheuses américaines. Nées le 21 novembre 1983 à San Diego (Californie), et de leurs vrais noms Brianna Monique Danielson (née Garcia-Colace) et Nicole Stephanie Garcia-Colace, elles sont connues pour leur travail à la World Wrestling Entertainment.
Après avoir participé au WWE Diva Search, elles se voient proposer des contrats à l'essai et sont alors envoyées en Florida Championship Wrestling, afin d'apprendre les bases du catch. En août 2008, Brie Bella débute à la WWE dans la division SmackDown ; son personnage est celui d'une catcheuse infatigable, disparaissant sous le ring durant un match et ressortant en pleine forme. Lorsque la supercherie est découverte, Nikki Bella rejoint sa sœur afin de lutter en équipe.
En 2020, Brie et Nikki Bella sont intronisées au WWE Hall of Fame. À la suite de leur départ de la WWE en 2023, les deux sœurs choisissent d'utiliser leur nom de jeune fille et de se présenter comme les Garcia Twins.

## Biographie
Elles sont nées à San Diego d'un père d'origine mexicaine Jon Garcia et de Kathy Colace. Elles ont grandi dans l'Arizona à Scottsdale avec leur frère cadet J.J Garcia, où elles jouent au football et ont passé leur diplôme de fin d'études secondaires au Chaparral High School en 2002,,. Elles retournent à San Diego poursuivre des études universitaires pendant un an avant de partir pour Los Angeles où elles ont travaillé comme serveuse au Mondrian Hotel.
Lors de leurs années lycée, Nikki Bella qui s'appelle en vérité Stephanie change de prénom et prend son deuxième prénom, Nicole.
Elles entament une carrière de mannequin après être apparues dans l'émission Meet My Folks et deviennent en 2006 les  World Cup Twins pour la marque de bière Budweiser au cours de la Coupe du monde de football 2006.

## Carrière

### World Wrestling Entertainment (2007-2012)

#### Débuts et diverses rivalités (2007-2011)
Elles commencent leur carrière à SmackDown en tag team. Elles font partie du show ECW où elles apparaissent jusqu'alors comme accompagnatrices des Colóns, mais à la suite de la victoire de leurs rivaux, John Morrison et The Miz, les sœurs changent de camp.
Les deux sœurs se sont ensuite temporairement séparées, Nikki Bella avec John Morrison et The Miz, tandis que Brie Bella s'est alliée aux Colòns.
Quelques mois après leur séparation, les Bella Twins se réconcilient en battant Natalya et Victoria dans un Tag Team à SmackDown.

#### Divas Champion et départ (2011-2012)

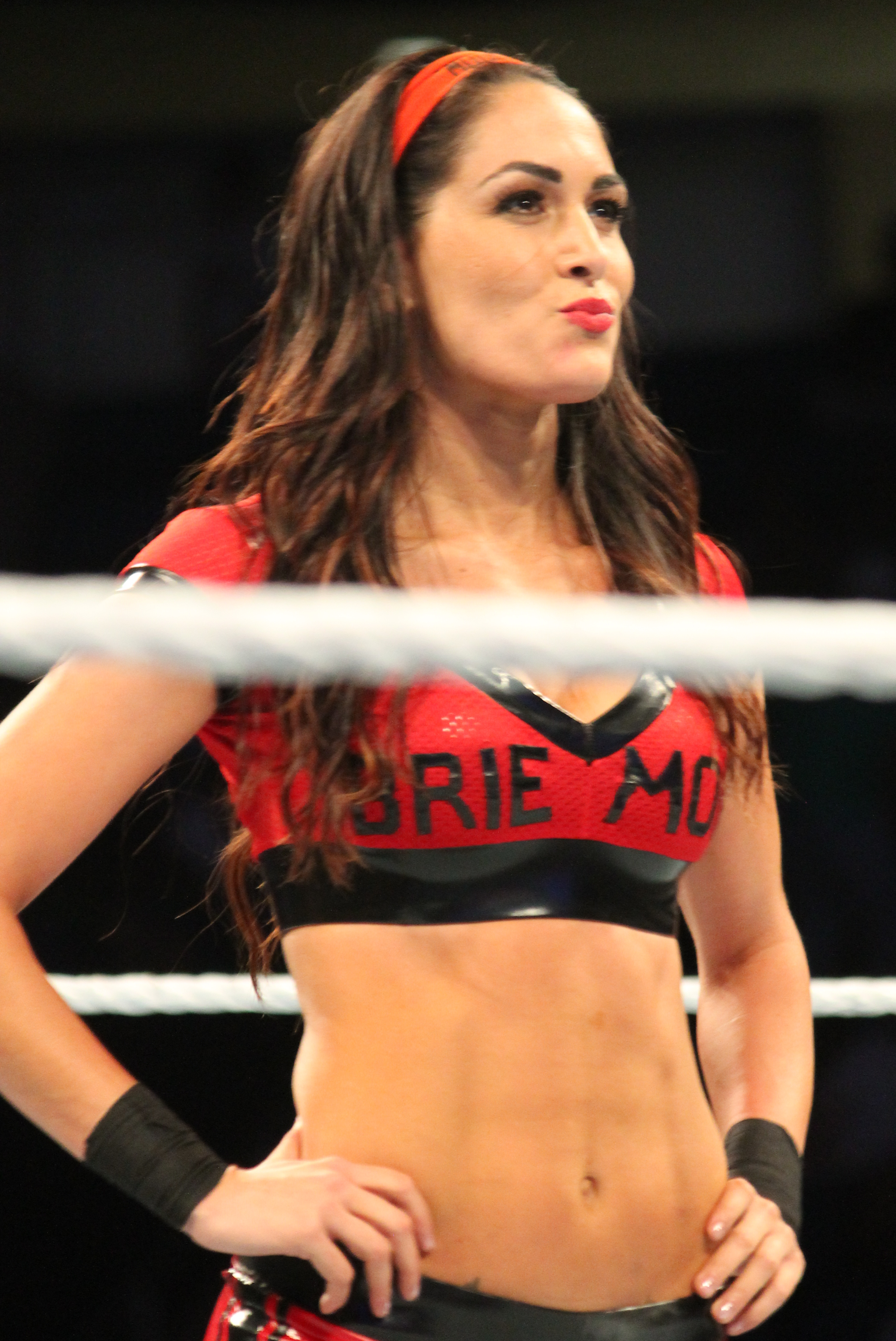
Brie Bella remporte son premier et seul titre de championne des Divas lors de l'épisode de Raw du 11 avril 2011 face à Eve Torres.

Le 24 janvier 2011 elles perdent un match mixte avec Daniel Bryan contre Maryse, Alicia Fox et Ted DiBiase. Après ce match elles effectuent un Heel turn en rivalisant avec leur allié Gail Kim après l'avoir surpris en train d'embrasser Daniel Bryan.
Lors de WWE Raw du 11 avril, Brie Bella bat Eve Torres pour le WWE Divas Championship.
Lors d'Over The Limit 2011, Brie bat Kelly Kelly pour conserver le Championnat des Divas.
Le 20 juin lors d'un Raw spécial Power to the People, Brie Bella perd son titre contre Kelly Kelly, faisant de cette dernière la nouvelle Championne des Divas.
Brie Bella perd son match revanche pour le Championnat des Divas face à Kelly Kelly à Money in the Bank.
Le 30 janvier 2012, lors du Royal Rumble, les deux sœurs font un match en équipe avec Natalya et Beth Phoenix contre Kelly Kelly, Tamina, Alicia Fox et Eve Torres, elles remportent le match grâce au Glam Slam de Beth Phoenix sur Kelly Kelly.
Lors du WWE Raw du 23 avril, Nikki remporte le WWE Divas Championship face à Beth Phoenix dans un Lumberjill match. Lors de Extreme Rules (2012), elle devait affronter Beth Phoenix pour le titre des Divas mais en raison d'une blessure de Beth Phoenix, c'est Layla qui affronta Nikki, faisant son retour de blessure. Nikki perd le match et le titre au profit de Layla. Le lendemain à Raw, Nikki et Brie font face à Layla dans un Triple Threat match pour le titre des Divas mais perdent. Plus tard dans la soirée, Eve Torres annonce aux Bella Twins qu'elles sont renvoyées (en réalité, leur contrat expirait le soir même et les jumelles ne souhaitaient pas le renouveler[réf. souhaitée]).

### Retour à la World Wrestling Entertainment (2013-2016)

#### Rivalités avec les Funkadactyls et Natalya (2013)

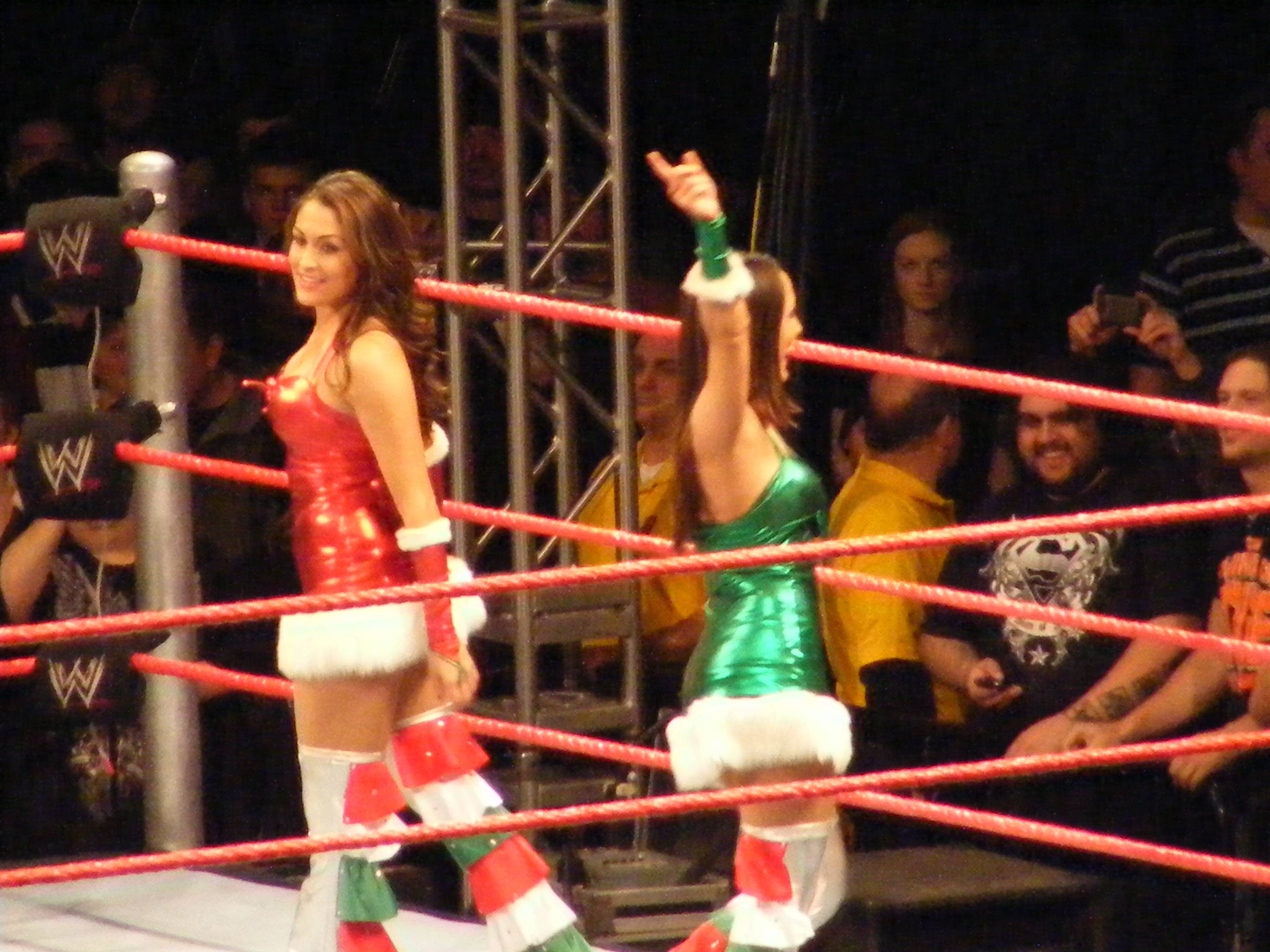

Les Bella Twins effectuent leur retour à la WWE le 11 mars 2013 à Raw, dans un segment en coulisses avec la championne des Divas Kaitlyn, Cody Rhodes, Damien Sandow et Vickie Guerrero, qui annonce le retour à plein temps des Bella Twins. Lors du SmackDown du 15 mars, elles attaquent les Funkadactyls Naomi et Cameron en coulisses.
Lors de SummerSlam, Brie perd contre Natalya.

#### Rivalités avec AJ Lee pour le WWE Divas Championship (2013-2014)

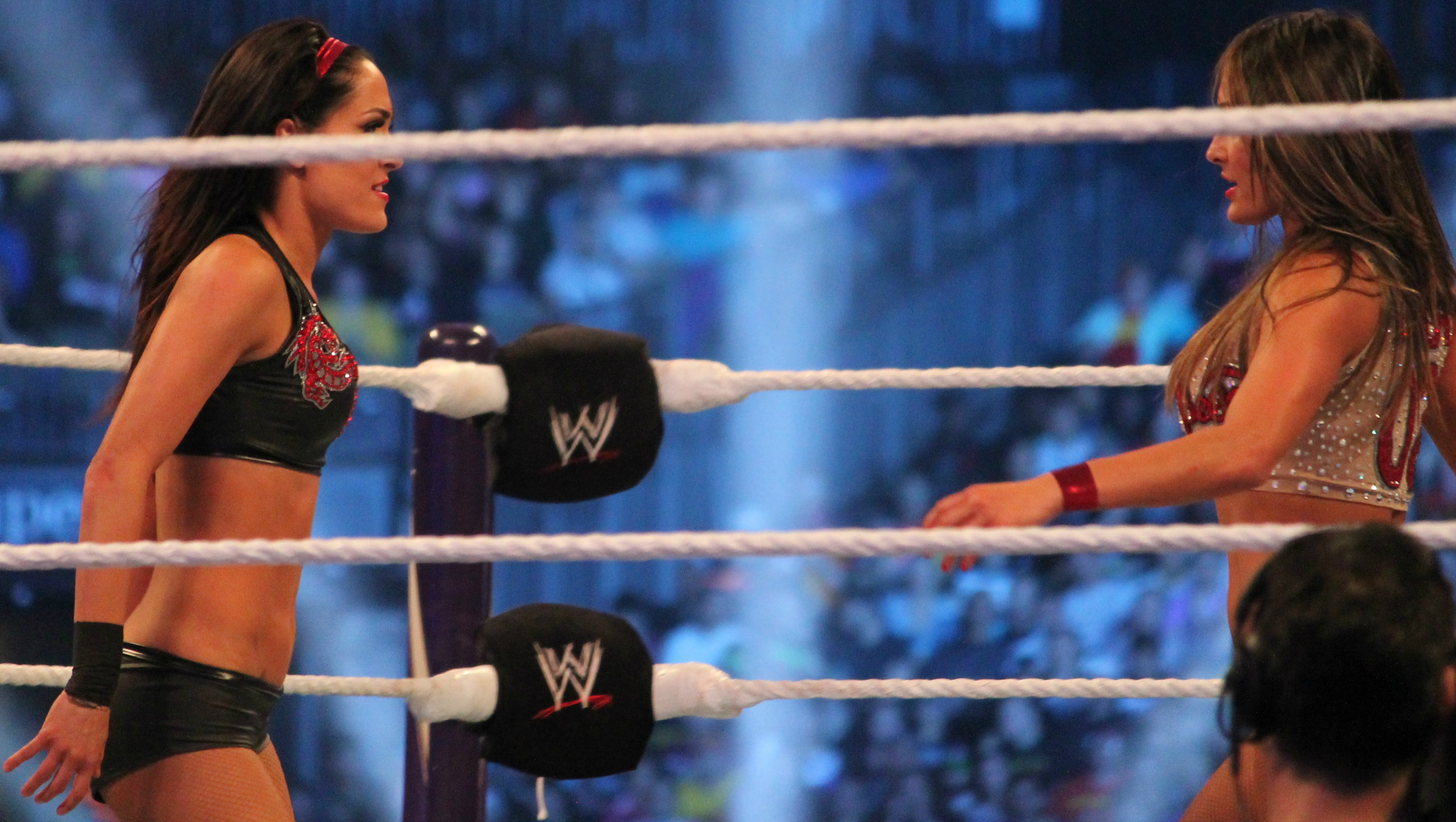
Les Bella Twins à WrestleMania XXX en 2014.

Lors de Night Of Champions, Brie perd le Fatal 4-way match pour le titre des Divas qui est conservé par AJ Lee.
Les deux sœurs font ensuite un Face-Turn en gagnant un match par équipe de 5 contre 5 avec Natalya et les Funkadactyls contre Tamina Snuka, Layla, Alicia Fox, Aksana et AJ Lee. C'est Brie qui a fait le tombé sur la championne des Divas AJ Lee.
Lors de Battleground, Brie perd contre AJ Lee pour le titre des Divas.
Lors de Hell in a Cell, Brie perd face à AJ Lee et ne remporte pas le Divas Championship.
Aux Survivor Series, l'équipe des Total Divas dont les Bellas faisaient partie gagne contre celle des True Divas dans un match par équipe traditionnel à élimination. Nikki était l'une des deux dernières survivantes de son équipe avec Natalya.
Lors de WrestleMania XXX, elles perdent le Divas Championship au profit de AJ Lee.

#### Rivalité avec Stephanie McMahon (2014)
Lors des RAW précédents le pay-per-view Payback, Brie Bella et son mari (dans la vie réelle) Daniel Bryan entrent dans une rivalité avec Triple H et Stephanie McMahon. À la suite d'une blessure de Daniel Bryan, Stephanie McMahon annonce que lors du pay-per-view, Daniel Bryan devra rendre le WWE World Heavyweight Championship vacant. Lors de Payback le 1er juin 2014, Brie annonce qu'elle quitte la WWE (kayfabe), car scénaristiquement, elle devait faire le choix entre quitter la fédération ou que son mari, Daniel Bryan, laisse le WWE World Heavyweight Championship.
À la suite du départ de sa sœur, Nikki va combattre seule à la WWE.

#### Nikki Bella double championne des Divas et fin des Bella Twins (2014-2016)
Le 17 août à SummerSlam, pendant le match entre Brie et Stephanie McMahon, Nikki effectue un Heel Turn en attaquant sa propre sœur jumelle et donne la victoire à la seconde. Le 21 septembre à Night of Champions, elle ne remporte pas le titre des Divas, battue par AJ Lee dans un Triple Threat match, qui inclut également Paige.

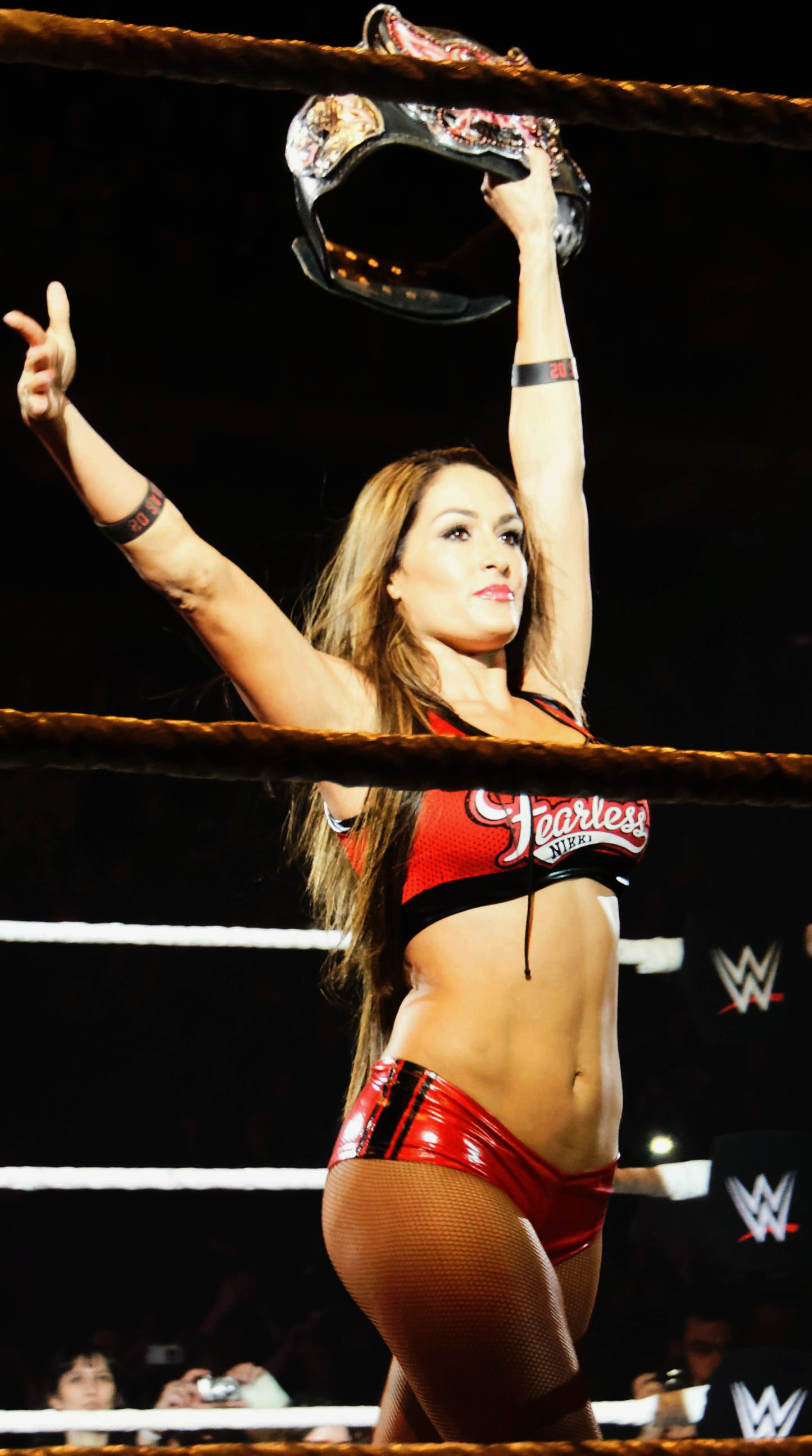
Nikki Bella, deux fois Championne des Divas.

Le 26 octobre à Hell in a Cell, les sœurs jumelles s'affrontent pour la première fois, dans un match où la perdante deviendra l'assistante de la gagnante pendant un mois. Et c'est Nikki qui remporte le combat. Le 23 novembre aux Survivor Series, Nikki redevient championne des Divas, pour la seconde fois, en prenant sa revanche sur AJ Lee avec l'aide d'une distraction de sa sœur jumelle. Le 14 décembre à TLC, elle conserve son titre en rebattant sa même adversaire.
Le 25 janvier 2015 au Royal Rumble, les sœurs jumelles battent Natalya et Paige. Le 22 février à Fastlane, Nikki conserve son titre en rebattant la Britannique. Le 29 mars à WrestleMania 31, elles perdent face à AJ Lee et Paige.
Le 26 avril à Extreme Rules, Nikki conserve son titre en battant Naomi. Le 17 mai à Payback, elles perdent face à Naomi et Tamina. Le 31 mai à Elimination Chamber, Nikki conserve son titre en rebattant Naomi et Paige dans un Triple Threat match. Le 14 juin à Money in the Bank, elle conserve son titre en rebattant la Britannique pour la seconde fois.
Le 19 juillet à Battleground, Brie perd face à Charlotte dans un Triple Threat match, qui inclut également Sasha Banks. Le 23 août à SummerSlam, l'équipe Bella (Alicia Fox et elles) perdent face à celle de PCB (Paige, Charlotte et Becky Lynch) dans un Triple Threat Elimination Tag Team match, qui inclut également l'équipe B.A.D (Sasha Banks, Naomi et Tamina). Le 20 septembre à Night of Champions, Nikki ne conserve pas son titre, battue par Charlotte par soumission, ce qui met fin à un règne de 301 jours.
Le 25 octobre à Hell in a Cell, elle ne remporte pas le titre des Divas, battue par sa même adversaire dans un match revanche. Le 3 novembre, elle souffre d'une blessure à la nuque et va devoir s'absenter pendant 9 mois et demi, laissant seule sa sœur jumelle.
Le 3 avril 2016 lors du pré-show à WrestleMania 32, les Total Divas (Brie, Paige, Alicia Fox, Natalya et Eva Marie) battent l'équipe B.A.D & Blonde (Naomi, Tamina, Lana, Summer Rae et Emma) dans un 10-Divas Tag Team match. Trois jours plus tard, la sœur cadette annonce son retrait des rings, ce qui provoque la fin de l'équipe.

### Nikki Bella en solo (2016-2017)

#### Retour de Nikki Bella, diverses rivalités (2016-2017)
Le 21 août 2016 à SummerSlam, Nikki Bella fait son retour de blessure aux côtés d'Alexa Bliss et Natalya et ensemble, les trois catcheuses battent Becky Lynch, Carmella et Naomi dans un 6-Women Tag Team match. 2 soirs plus tard à SmackDown Live, alors qu'elle se fait interviewer par Renee Young sur son retour, elle effectue un Face Turn, car Carmella effectue un Heel Turn, l'attaque dans le dos, la tabasse dans le dos et lui porte un Bella Buster.
Le 9 octobre à No Mercy, elle bat la catcheuse new-yorkaise. Le 20 novembre aux Survivor Series, elle ne peut participer au Women's 5-on-5 Traditional Survivor Series Elimination Tag Team match avec l'équipe féminine de SmackDown Live, car elle s'est faite agresser dans les coulisses et est blessée à la nuque. Elle sera remplacée par Natalya. Le 4 décembre à TLC, elle rebat sa même adversaire dans un No Disqualification match. Après le combat, cette dernière lui fait une révélation surprenante : c'est sa remplaçante qui, selon elle, l'a attaquée aux Survivor Series. Le 20 décembre à SmackDown Live, Carmella confirme ses soupçons à l'encontre de la catcheuse canadienne, puis après avoir attaqué et fait fuir la new-yorkaise, Natalya finit par reconnaître sa culpabilité et avoir fait ça par jalousie.
Le 29 janvier 2017 lors du pré-show au Royal Rumble, Becky Lynch, Naomi et elle battent Alexa Bliss, Mickie James et Natalya dans un 6-Women Tag Team match. Le 12 février à Elimination Chamber, son match face à The Queen of Hearts se termine en double décompte extérieur.
Le 2 avril à WrestleMania 33, John Cena et elle battent The Miz et Maryse. Après le combat, son compagnon la demande en mariage, ce qu'elle accepte, et ils échangent un baiser.

### Retour des Bella Twins et départ de la WWE (2018-2023)
Le 28 janvier 2018 au Royal Rumble, elles entrent respectivement dans le Royal Rumble féminin en 27e et 28e positions. Elles éliminent ensemble Sasha Banks, Carmella, Nia Jax (avec l'aide d'Asuka, Bayley, Natalya et Trish Stratus), puis Nikki élimine sa propre sœur, avant d'être elle-même éliminée en dernière par la future gagnante, Asuka.
Le 19 août à SummerSlam, elles félicitent Ronda Rousey, qui a remporté le titre féminin de Raw en battant Alexa Bliss par soumission. Le 26 août à Raw, après trois ans d'inactivité, elles effectuent leur retour en équipe, en compagnie d'Ember Moon, et les trois femmes battent le Riott Squad dans un 6-Women Tag Team match. Le 16 septembre à Hell in a Cell, Brie et Daniel Bryan perdent face à Maryse et au Miz.
Le 6 octobre à Super Show-Down, Ronda Rousey et elles battent le Riott Squad par soumission dans un 6-Woman Tag Team match. Deux soirs plus tard à Raw, les trois femmes rebattent leurs mêmes adversaires dans la même stipulation. Mais après le combat, les sœurs jumelles effectuent un Heel Turn en attaquant leur ex-partenaire. Le 28 octobre à Evolution, Nikki ne remporte pas le titre féminin de Raw, battue par The Baddest Woman on the Planet par soumission.
Le 25 mars 2019, elles annoncent officiellement leurs retraites des rings.
Le 21 février 2020 à SmackDown, elles effectuent leur retour, et s'annoncent introduites dans le Hall of Fame lors de l'émission A Moment of Bliss.
Le 29 janvier 2022 au Royal Rumble, elles entrent respectivement dans le Royal Rumble féminin en 19e et 24e position. Nikki élimine Alicia Fox et Sarah Logan (avec l'aide de Brie), avant d'être elle-même éliminée par sa propre sœur cadette. Brie, de son côté, élimine également Liv Morgan, avant d'être elle-même éliminée par la future gagnante, Ronda Rousey.
Le 14 mars 2023, elles annoncent officiellement leurs départs de la compagnie et se font désormais appeler les « Garcia Twins ».

### Retour de Nikki Bella à la WWE (2025-...)
Le 1er février 2025 au Royal Rumble, Nikki Bella fait son retour à la World Wrestling Entertainment après 2 ans d'absence, en tant que Face, entre dans le Women's Royal Rumble match en dernière position, élimine Bayley avant d'être elle-même éliminée par Nia Jax après 3 minutes de match.
Le 9 juin à Raw, elle fait son retour dans le show rouge, une promotion de la seconde édition d'Evolution, mais est interrompue et attaquée par Liv Morgan. 
Le 13 juillet à Evoution, elle ne remporte pas la Women's Battle Royal, gagnée par Stephanie Vaquer, et ne devient pas aspirante no 1 à une ceinture à Clash in Paris.

## Palmarès
- World Wrestling Entertainment
  - 3 fois Championne des Divas - Brie Bella (1) ; Nikki Bella (2) - plus long règne de l'histoire du titre
  - WWE Hall of Famer
  - Vainqueuse du Battle Royal Tribute Of Troops 2013 -Brie Bella-
  - Slammy Award 2013 des Divas de l'année
  - Slammy Award 2013 du Couple de l'année: Brie Bella & Daniel Bryan
  - Slammy Award 2014 du Couple de l'année: Brie Bella & Daniel Bryan
  - Slammy Award 2015 de la Diva de la WWE : Nikki Bella
  - Nomination au ESPY Awards du meilleur athlète féminin 2015 : Nikki Bella

## Récompenses des magazines
- Pro Wrestling Illustrated

| Année | 2011 | 2012        | 2013 | 2014 | 2015 |
| ----- | ---- | ----------- | ---- | ---- | ---- |
| Rang  | 21   | Non classée | 22   | 16   | 12   |

| Année | 2013 | 2014 | 2015 |
| ----- | ---- | ---- | ---- |
| Rang  | 32   | 24   | 1    |

- Wrestling Observer Newsletter
  - Pire combat de l'année 2013 avec Eva Marie, JoJo, Naomi, Cameron et Natalya contre AJ Lee, Tamina Snuka, Alicia Fox, Aksana, Kaitlyn, Rosa Mendes et Summer Rae aux Survivor Series le 24 novembre[57]
  - Pire rivalité de l'année 2014 (Brie Bella contre Nikki Bella)[58]

## Vie privée
- Brie est en couple et mariée avec le catcheur Bryan Danielson depuis 2010[59]. Ils ont également deux enfants: une fille, Birdie Joe (née en 2017) et un garçon, Buddy Dessert (né en 2020)[60].
- Nikki a été en couple et mariée avec son ancien partenaire de Dancing With the Stars, Artem Chigvintsev[61]. Ensemble, ils ont un fils: Matteo (né en 2020)[62]. Le 11 septembre 2024, elle demande officiellement le divorce de celui-ci, à la suite de son arrestation pour suspicion de violence conjugale[63].
- Nikki fut en couple avec le catcheur John Cena de 2012 à 2018. Ils s’étaient fiancés publiquement lors de WrestleMania 33.
- Nikki a subi une augmentation mammaire en été 2012, ce qui peut la différencier de sa sœur jumelle[64].
- Nikki a participé à Danse avec les stars version américaine mais se fait éliminer au bout d'un mois et demi.
- Nikki est née 16 minutes avant Brie.